# هربرت غامبل
هربرت غامبل (بالإنجليزية: Herbert Gamble)‏ (2 مارس 1903 في أستراليا - 15 يونيو 1962 في أستراليا) هو لاعب كريكت أسترالي. لعب مع فريق فكتوريا للكريكت وفريق كوينسلاند للكريكت ‏.

## وصلات خارجية
- هربرت غامبل على موقع إي آس بي آن كريك إنفو (الإنجليزية)